# 金澤八景

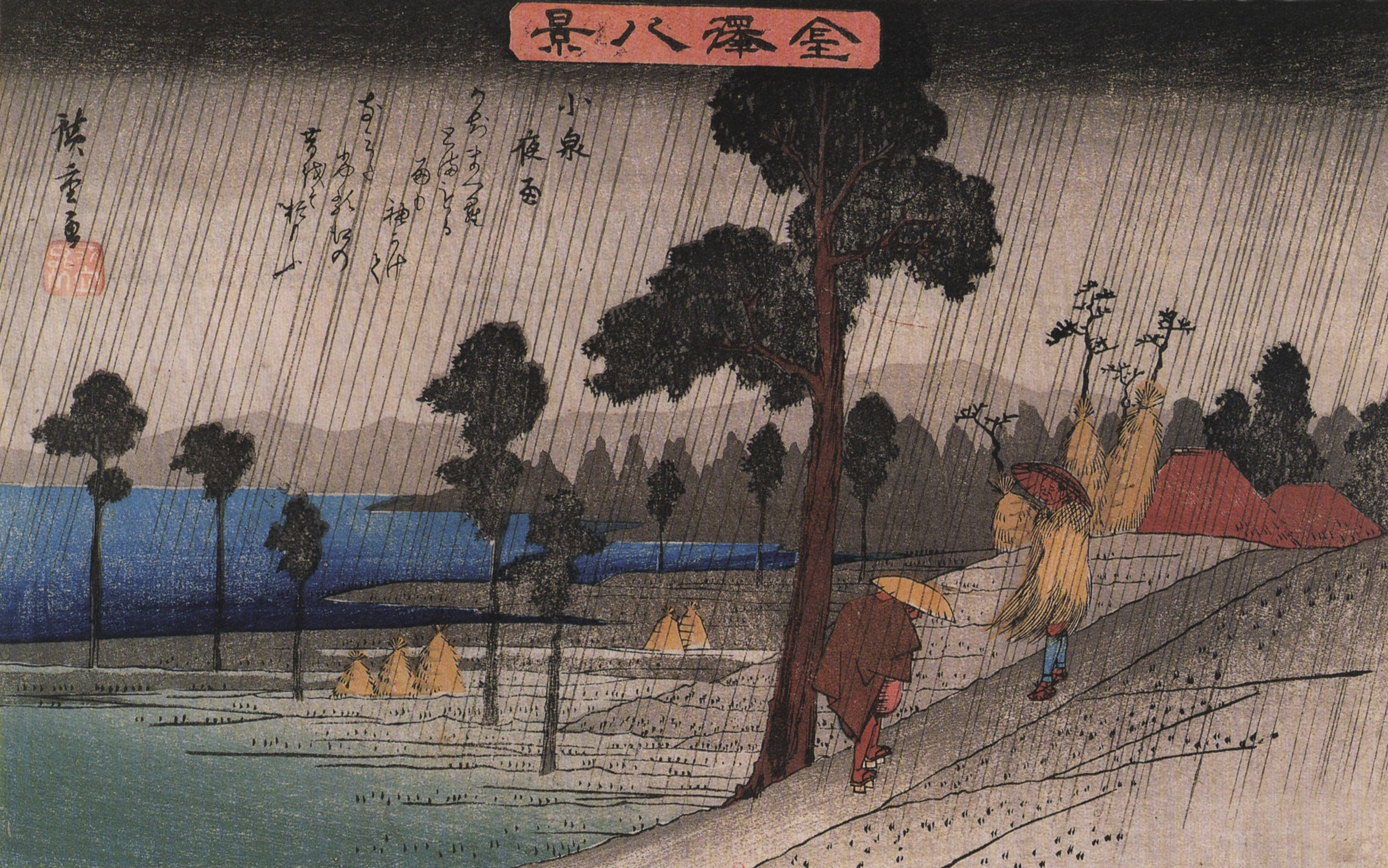
歌川廣重畫　『金澤八景 小泉夜雨』

金澤八景（日语：／ Kanazawa Hakkei、古稱： Kanasawa Hakkei），這個金澤並非北陸地區，而是指日本武藏國倉城郡（現・神奈川縣橫濱市金澤區）中選定的「八景」。現在「金澤八景」作為地名使用。因為都市開發的影響已喪失昔日的面貌。

## 八景
- 小泉夜雨（ Kozumi no yau） - 手子神社（小泉辯財天）
- 稱名晩鐘（ Shōmyō no banshō） - 稱名寺
- 乙艫帰帆（ Ottomo no kihan） - 海之公園往内陸的寺前地區的舊海岸線
- 洲崎晴嵐（ Susaki no seiran） - 洲崎神社
- 瀨戶秋月（ Seto no Shōgetsu） - 瀨戶神社
- 平潟落雁（ Hiragata no rakugan） - 平潟灣
- 野島夕照（ Nojima no sekishō） - 野島夕照橋付近
- 内川暮雪（ Uchikawa no Bosetsu） - 內川入江（能見堂的解釋）或瀨崎到九覽亭的平潟灣（金龍院的解釋）[1]

### 歌川廣重 『金澤八景』
江戶後期的浮世繪師・歌川廣重描繪的名所繪（浮世繪風景畫）『金澤八景』是廣重的代表作之一，也是金澤八景的代表作。全8圖。
|  |  |  |  |

|  |  |  |  |

## 現在
現在的金澤八景一帶是橫濱市立大學、關東學院大學等設施之所在地，是有名的學生街。又，京濱急行電鐵金澤八景車站是本線和逗子線的分岐車站。

## 脚注
1. 1 2  『金沢八景:歴史・景観・美術』神奈川県立金沢文庫編 1993年